# 719

## Decese
- Ioan I, duce de Neapole din 711 (n. ?)
- Redbad (Radbod), rege al frizonilor din 680 (n. ?)